# Lambertus Zijl

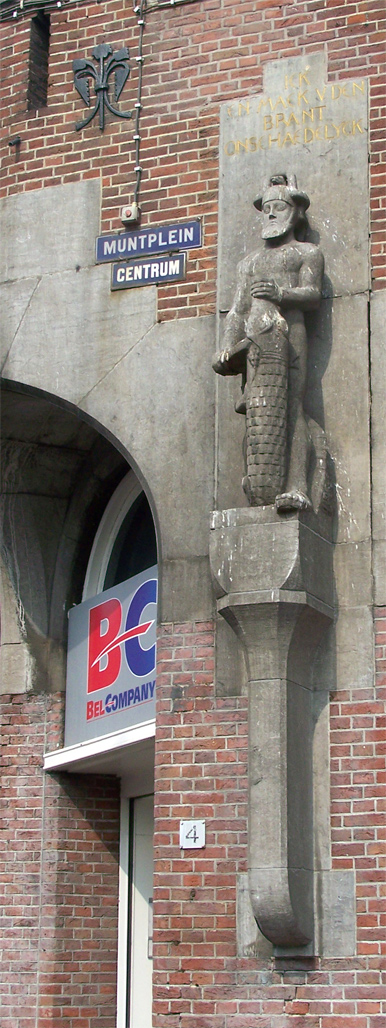
Ornamento de la antigua oficina de Los Países Bajos de 1845 en la Plaza Munt de Ámsterdam.

Lambertus Zijl (Kralingen, 13 de junio de 1866 - Bussum, 8 de enero de 1947) fue un escultor neerlandés, adscrito al expresionismo —fue miembro de Die Brücke. 
Estudió en la Escuela de Artes Aplicadas Quellinus de Ámsterdam (Kunstnijverheidsschool Quellinus Amsterdam) y en la Escuela Nacional de Artes Aplicadas de Ámsterdam (Rijksschool voor Kunstnijverheid Amsterdam). Con su amigo Joseph Mendes da Costa fundó la empresa «Mendes da Costa y Zijl». Colaboró asiduamente con el arquitecto Hendrik Petrus Berlage. Entre sus obras destacan los tres Héroes de Ámsterdam (Jan Pieterszoon Coen, Gijsbrecht de Aemstel y Hugo de Groot) en la Bolsa de Ámsterdam (1898-1903), así como el monumento a la Reina Emma, en la plaza Valerius de Ámsterdam. 